# Tetrastichus macrops
Tetrastichus macrops är en stekelart som först beskrevs av Graham 1961.  Tetrastichus macrops ingår i släktet Tetrastichus och familjen finglanssteklar. Inga underarter finns listade i Catalogue of Life.